# Guillaume Toucoullet
Guillaume Toucoullet, né le 29 octobre 1984 à Bayonne, est un archer handisport français, également ancien rameur d'aviron handisport.

## Carrière sportive
À la suite d’un accident de moto en 2010, Guillaume Toucoullet reste paralyse du bras gauche. Il reprend toutefois l'aviron un an après puis le pratique en handisport à haut niveau à partir de 2013 avec trois titres de champion de France en 2014 et 2015. S'il participe à la qualification de son embarcation pour les épreuves paralympiques de Rio de 2016, il n’est toutefois pas sélectionné.
Il se retire du para aviron de haut niveau et se tourne en octobre 2017 vers la pratique du para-tir à l'arc. Sans l'aide de son bras gauche, Toucoullet tire en station debout avec un un arc classique en tenant la corde avec sa bouche. Il participe aux Championnats de France après quatre mois de tir en handisport et se classe troisième. Il remporte ses premiers titres de Champion de France en intérieur et en extérieur l'année suivante.
En 2019, il entre en équipe de France et participe aux Jeux Paralympiques de Tokyo mais perd son premier duel face au Britannique  Phillips.
Lors des Championnats du Monde de 2022, il se sort en tête des séries de qualifications, arrive en finale où il perd son ultime duel face à au Japonais Tomohiro Ueyama sur une flèche de barrage.
Aux Championnats parasportifs européens 2023, il remporte une médaille d'argent.
En 2024, il participe aux épreuves de tir à l'arc aux Jeux paralympiques d'été de 2024 où il ressort en tête des qualifications en établissant un nouveau record paralympique avec 652 points. Il s'incline cependant dès son premier match à élimination directe face au Colombien Héctor Ramírez.

## Décoration
- Médaille de la jeunesse, des sports et de l'engagement associatif, argent (2025)[7].

## Palmarès
Championnats du monde
- Championnats du monde 2022 à Dubaï,  Émirats arabes unis
  -  Médaille d'argent Open arc classique individuel

Championnats d'Europe
- Championnats européens 2023 à Rotterdam,  Pays-Bas
  -  Médaille d'argent Open arc classique individuel